# Aéroport de Zaqatala
L'aéroport international Zakatala (azéri : Zaqatala Beynəlxalq Hava Limanı) (code IATA : ZTU • code OACI : UBBY) est un aéroport desservant Zaqatala, ville d'Azerbaïdjan. La dernière reconstruction du terminal de l'aéroport et la piste a été achevée en 2008, après quoi l'aéroport a reçu un statut international,.

## Situation
Il est situé au pied sud de la chaîne montagneuse du Caucase.
| \| 20 km1:1 845 000 \| Lankaran Zaqatala Gandja Nakhitchevan‎ Qabala Bakou-Heydar-Aliyev |
| 20 km1:1 845 000                                                                        |

## Compagnies aériennes et destinations
| Compagnies          | Destinations              |
| ------------------- | ------------------------- |
| Azerbaijan Airlines | Bakou-H. Aliyev, Lənkəran |